# Collectif pour la promotion des droits des personnes en situation de handicap
 (juillet 2016).
Si vous disposez d'ouvrages ou d'articles de référence ou si vous connaissez des sites web de qualité traitant du thème abordé ici, merci de compléter l'article en donnant les références utiles à sa vérifiabilité et en les liant à la section « Notes et références ».

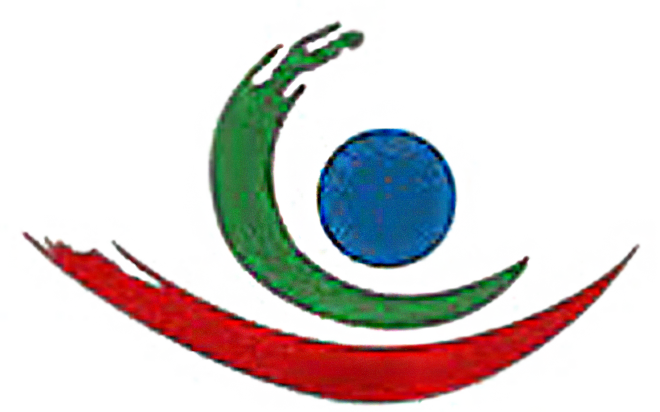
Logo du collectif.

Le Collectif pour la promotion des droits des personnes en situation de handicap (CPH) (en arabe : التحالف من أجل النهوض الأشخاص في وضعية إعاقة, al-taḥāluf min ʾajall al-nuhūḍ al-ʾashkhaṣ fī waḍʿiyya ʾiʿāqah) est un réseau national de plus de 300 associations dédiées à la défense et la promotion des droits des personnes en situation de handicap au Maroc. 

## Objet
Depuis sa fondation en 2005, le Collectif pour la promotion des droits des personnes en situation de handicap et ses partenaires ont travaillé à promouvoir la mise en œuvre des dispositions de la constitution du Maroc liées à l'application et au respect des droits de l'homme en général et, en particulier, les dispositions qui ont trait à la lutte contre la discrimination et l'exclusion sur la base du handicap. 
Le Collectif veille sur l'application par les pouvoirs publics de la facilitation et l'accomplissement de toutes les libertés et les droits des personnes souffrant de handicap, que celui-ci soit physique, moteur (lié à la mobilité) ou sensoriel (auditif ou visuel), mental, psychique, ou polyhandicap.
Durant l'été 2022 par exemple, il a examiné un projet de loi et a exprimé des recommandations dans un communiqué.

## Contexte
De premières statistiques, publiées après une enquête réalisée entre 2004 et 2006 par le gouvernement, ont évalué le nombre de handicapés à 5 % de la population, au Maroc. 
La ratification officielle, à Rabat, de la convention internationale relative aux droits des personnes handicapées a eu lieu le 8 avril 2009. 
Par ailleurs, l'année 2005 est aussi celle de la loi handicap du 11 février 2005, en France, où le Collectif Handicaps (groupe de 54 associations) en demande une meilleure application,.